# ريتشارد فراي (سياسي)
ريتشارد فراي (بالألمانية: Richard Frey)‏ (و. 1920 – 2004 م) هو سياسي، وطبيب من الصين، والنمسا، والصين، ولد في فيينا، كان عضوًا في الحزب الشيوعي الصيني، توفي في بكين، عن عمر يناهز 84 عاماً.

## مناصب
تولى منصب عضو في اللجنة الوطنية لجمهورية الصين الشعبية ‏
.